# بلتس (بيدفوردشير)
بلتس (بالإنجليزية: Bletsoe)‏ هي قرية و أبرشية مدنية تقع في المملكة المتحدة في إنجلترا.  يقدر عدد سكانها بـ 281 نسمة .